# Fredrik Wrangel
Christian Fredrik Wrangel af Sauss, född 31 oktober 1847 i Ängelholm, död 23 januari 1932 på Ellinge, Västra Sallerups socken, var en svensk friherre och överhovstallmästare.

## Biografi
Wrangel blev student vid Lunds universitet 1865, avlade officersexamen 1865 och blev underlöjtnant vid Skånska dragonregementet i Ystad 1866, en tjänst han tog avsked ifrån 1874 för att ägna sig åt jordbruket. Främst ägnade han sig åt skötseln åt egendomen Ellinge utanför Eslöv, som han tillsammans med sina syskon ärvde 1889. Wrangel gjorde betydande insatser inom hippologin. Han var en framstående hästkännare och hästuppfödare och var även flitigt verksam som författare inom området. 1901–1916 var han överdirektör och chef för Stuteriöverstyrelsen. Ett förtjänstfullt arbete utförde Wrangel som ordförande 1917–1922 i det nybildade Sveriges allmänna lantbrukssällskap. Bland hans övriga uppdrag märks, att han tillhörde Svensk mosskulturförenings styrelse 1892–1896.
Han blev kabinettskammarherre hos Oscar II 1898, var chef för stuteriöverstyrelsen 1901–1916, kabinettskammarherre tjänstgörande i kung Gustaf V:s hovstat 1908 och blev överhovstallmästare 1912. Han invaldes som ledamot av Lantbruksakademien 1902 och blev hedersledamot 1920.
Wrangel var ägare av Ellinge slott i Västra Sallerups socken och Kristineberg i Borlunda socken. Han omnämns i sången Skånska slott och herresäten.

### Familj
Fredrik Wrangel var son till kammarherren friherre Carl-Gustaf Wrangel af Sauss och friherrinnan Magdalena Elisabeth Gyllenkrok. Han gifte sig 10 augusti 1881 med grevinnan Elisabeth Ebba Ulla Amalia (Lily) Piper (född 30 november 1861, död 7 oktober 1924). Fredrik Wrangel fick en son, Carl Gustaf Alfred Fredrik Axel, född 23 april 1885, som i sin tur fick tre barn, bland andra konstnären Agneta Wrangel. Makarna Wrangel är begravda på Borlunda kyrkogård.

## Utmärkelser

### Svenska utmärkelser
- Konung Oscar II:s och Drottning Sofias guldbröllopsminnestecken, 1907.[3]
- Konung Gustaf V:s jubileumsminnestecken med anledning av 70-årsdagen, 1928.[7]
- Kommendör med stora korset av Nordstjärneorden, 16 december 1916.[8]
- Kommendör av första klassen av Nordstjärneorden, 6 juni 1907.[9]
- Kommendör av andra klassen av Nordstjärneorden, 1 december 1900.[10]
- Riddare av Nordstjärneorden, 29 juni 1896.[11]
- Kommendör med stora korset av Vasaorden, 12 mars 1922.[12]
- Kommendör av första klassen av Vasaorden, 1 december 1905.[13]
- Riddare av första klassen av Vasaorden, 1 december 1890.[11][14]
- Konung Gustaf V:s olympiska minnesmedalj, 1912.[6]

### Utländska utmärkelser
- Riddare av storkorset av Italienska Sankt Mauritius- och Lazarusorden, 1913.[2][3][11]
- Riddare av första klassen av Ryska Sankt Annas orden, 1908.[15][16]
- Första klassen Osmanska rikets Meschidie-orden, 1908.[15][16]
- Storofficer av Belgiska Leopoldsorden, 1907.[11][15][17]
- Riddare av andra klassen med kraschan av Preussiska Kronorden, 1906.[11][15][17]
- Riddare av Danska Dannebrogorden, 21 januari 1897.[11][17]